# Гжегожовиці-Малі
Гжегожовиці-Малі (пол. Grzegorzowice Małe) — село в Польщі, у гміні Івановиці Краківського повіту Малопольського воєводства.
Населення — 147 осіб (2011).
У 1975—1998 роках село належало до Краківського воєводства.

## Демографія
Демографічна структура станом на 31 березня 2011 року:
|          | Загалом | Допрацездатний вік | Працездатний вік | Постпрацездатний вік |
| -------- | ------- | ------------------ | ---------------- | -------------------- |
| Чоловіки | 76      | 16                 | 54               | 6                    |
| Жінки    | 71      | 12                 | 44               | 15                   |
| Разом    | 147     | 28                 | 98               | 21                   |